# Hans Busck

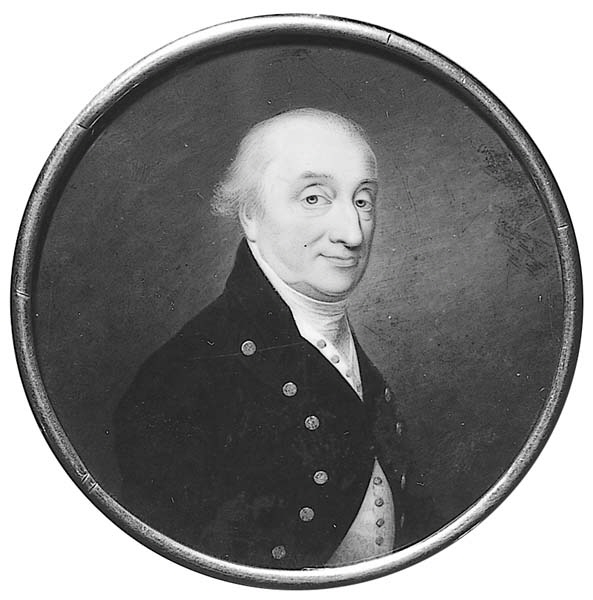
Hans Busck. Miniatyrmålning 1802.

Hans Busck född 1733 och död 1822 var fabrikör, borgmästare och kommerseråd i Göteborg.

## Biografi
Busck var son till rådmannen, borgmästaren och hovrättsrådet Anders Hansson Busck (1694-1782) och Maria Coopman (1702-92).
Han började sin bana, tillsammans med brodern Jacob Busck, som disponent i bröderna Carl och  Jacob Coopmans ylleväveri i Göteborg. Hans Busck fick burskap som handelsman i Göteborg 1763. Han blev utsedd till rådman 1775, handels- och politieborgmästare 1801. Dessutom utsedd till kommerseråd och riddare av Vasaorden. Han var från 1761 tillsammans med brodern Jacob delägare i Schillers pappersbruk (Mölndals gamla pappersbruk). De drev också från 1762 ett såpsjuderi och såpkokeri i Göteborg.
Hans Busck gifte sig 1764 med Hedvig Megander från Stockholm. De fick fyra barn varav två överlevde, Carl Hans Busck och Anders Jakob Busck.